# ジャスティン・スコギンズ
ジャスティン・スコギンズ（Justin Scoggins、1992年5月2日 - ）は、アメリカ合衆国サウスカロライナ州スパータンバーグ出身の男性総合格闘家。レボリューションMMA所属。ジャスティン・スコッギンスとも表記される。

## 来歴
3歳から空手を始め、12歳でIKF北米クラシックで優勝を果たした。16歳から総合格闘技を始め、2012年に19歳でプロデビュー。

### UFC
2013年12月7日、UFC初参戦となったUFC Fight Night: Hunt vs. Bigfootでリチー・ヴァキュリクと対戦し、パウンドでTKO勝ちを収めた。
2014年7月6日、The Ultimate Fighter 19 Finaleでフライ級ランキング13位のダスティン・オーティスと対戦し、1-2の判定負け。
2014年9月5日、UFC Fight Night: Jacare vs. Mousasiでフライ級ランキング5位のジョン・モラガと対戦し、ギロチンチョークで一本負けを喫した。
2016年2月6日、UFC Fight Night: Hendricks vs. Thompsonでフライ級ランキング12位のレイ・ボーグと対戦し、3-0の判定勝ち。
2016年11月19日、バンタム級に階級を上げてUFC Fight Night: Bader vs. Nogueira 2でペドロ・ムニョスと対戦し、ギロチンチョークで一本負け。
2017年6月17日、再びフライ級に復帰してUFC Fight Night: Holm vs. Correiaで佐々木憂流迦と対戦。1、2R共にダウンを奪い打撃で圧倒したが、一瞬の隙を突かれてリアネイキドチョークを極められ一本負け。

### RIZIN
2018年12月31日、RIZIN初参戦となったRIZIN.14でDEEPバンタム級王者の元谷友貴と対戦し、ティーピーチョークで一本負け。
2019年8月18日、RIZIN.18で祖根寿麻と対戦し、3-0の判定勝ち。
以降は、コロナウイルスによる渡航制限によりRIZINに長期出場できず。海外団体で3連勝した。
2023年11月、RIZINアゼルバイジャン大会で約4年ぶりにRIZIN参戦が発表され、ネイマン・マメドフと対戦予定だったが、健康上の理由により欠場となった。

## 戦績
| 総合格闘技 戦績 | 総合格闘技 戦績 | 総合格闘技 戦績 | 総合格闘技 戦績 | 総合格闘技 戦績 | 総合格闘技 戦績 | 総合格闘技 戦績 |
| --------------- | --------------- | --------------- | --------------- | --------------- | --------------- | --------------- |
| 21 試合         | (T)KO           | 一本            | 判定            | その他          | 引き分け        | 無効試合        |
| 15 勝           | 7               | 2               | 6               | 0               | 0               | 0               |
| 6 敗            | 0               | 4               | 2               | 0               | 0               | 0               |

| 勝敗 | 対戦相手                     | 試合結果                       | 大会名                                                  | 開催年月日     |
| ○    | ジョジュ・スミス             | 1R 2:21 リアネイキッドチョーク | XMMA 6                                                  | 2023年5月3日   |
| ○    | ジェファーソン・エスピノーサ | 1R 1:06 TKO (パンチ)           | AFC 11                                                  | 2023年5月3日   |
| ○    | エドゥアルド・ディエス       | 5分3R終了 判定3-0              | iKON FC 2                                               | 2022年3月18日  |
| ○    | 祖根寿麻                     | 5分3R終了 判定3-0              | RIZIN.18                                                | 2019年8月18日  |
| ×    | 元谷友貴                     | 1R 3:28 ティーピーチョーク     | RIZIN.14                                                | 2018年12月31日 |
| ×    | サイード・ヌルマゴメドフ     | 5分3R終了 判定1-2              | UFC Fight Night: dos Santos vs. Ivanov                  | 2018年7月14日  |
| ×    | 佐々木憂流迦                 | 2R 3:19 リアネイキッドチョーク | UFC Fight Night: Holm vs. Correia                       | 2017年6月17日  |
| ×    | ペドロ・ムニョス             | 2R 1:55 ギロチンチョーク       | UFC Fight Night: Bader vs. Nogueira 2                   | 2016年11月19日 |
| ○    | レイ・ボーグ                 | 5分3R終了 判定3-0              | UFC Fight Night: Hendricks vs. Thompson                 | 2016年2月6日   |
| ○    | ジョシュ・サンポ             | 5分3R終了 判定3-0              | UFC 187: Johnson vs. Cormier                            | 2015年5月23日  |
| ×    | ジョン・モラガ               | 2R 0:47 ギロチンチョーク       | UFC Fight Night: Jacare vs. Mousasi                     | 2014年9月5日   |
| ×    | ダスティン・オーティス       | 5分3R終了 判定1-2              | The Ultimate Fighter 19 Finale                          | 2014年7月6日   |
| ○    | ウィル・カンプザーノ         | 5分3R終了 判定3-0              | UFC 171: Hendricks vs. Lawler                           | 2014年3月15日  |
| ○    | リチー・ヴァキュリク         | 1R 4:43 TKO（パウンド）        | UFC Fight Night: Hunt vs. Bigfoot                       | 2013年12月7日  |
| ○    | レン・クック                 | 2R 0:18 KO（ハイキック）       | Warfare 9: Apocalypse 【Warfareフライ級タイトルマッチ】 | 2013年6月21日  |
| ○    | クリス・ケイン               | 1R 3:57 TKO（パンチ連打）      | Warfare 8: Armageddon 【Warfareフライ級タイトルマッチ】 | 2013年3月8日   |
| ○    | ジェイコブ・ヘベイセン       | 5R 3:45 TKO（パンチ連打）      | Warfare 7: Invasion 【Warfareフライ級王座決定戦】       | 2012年12月7日  |
| ○    | キース・フーリン             | 1R 1:00 TKO（パンチ）          | Warfare 6: Friday Night Fights                          | 2012年8月24日  |
| ○    | ケーシー・ラージ             | 1R 4:55 腕ひしぎ十字固め       | EC / Conflict MMA: Extreme Challenge 211                | 2012年5月12日  |
| ○    | ティモシー・ウェイド         | 5分3R終了 判定3-0              | QFGC 1: The Quest Begins                                | 2012年3月24日  |
| ○    | ティム・キッツ               | 1R 0:23 KO（ハイキック）       | Conflict MMA: Fight Night at the Point 4                | 2012年2月25日  |

## 獲得タイトル
- IKF北米クラシック ジュニアライトヘビー級 優勝（2004年）
- Warfareフライ級王座（2012年）

## 表彰
- ケンポーカラテ 黒帯